# Julius Schwering
Franz Julius Schwering (* 14. Februar 1863 in Ibbenbüren; † 16. August 1941 in Lüdinghausen) war ein deutscher Germanist.

## Leben
Schwering war der Sohn eines Kaufmanns und besuchte das Gymnasium Dionysianum in Rheine. Er machte zunächst von 1880 bis 1883 eine kaufmännische Ausbildung in Köln, bevor er als Externer die Reifeprüfung am Gymnasium Paulinum in Münster ablegte. Von 1884 bis 1890 studierte er Germanistik und Geschichte in Münster und Heidelberg. Seit seinem Studium war er Mitglied der katholischen Studentenverbindung KStV Germania Münster im KV. 1891 wurde er in Münster promoviert. Von 1892 bis 1894 bereitete er sich in Berlin und München auf die Habilitation vor, die er 1895 in Münster ablegte.
Von 1895 bis 1902 war er in Münster Privat-Dozent, 1901 wurde er außerplanmäßiger und ab 1902 außerordentlicher Professor. Von 1903 bis 1904 lehrte er an der Akademie in Posen, 1904 wurde er beamteter außerordentlicher Professor der deutschen Sprache und Literatur in Münster, 1906 wurde er dort persönlicher Ordinarius und 1913 erreichte er die ordentliche Professor bzw. das etatsmäßige Ordinariat. Gleichzeitig war Schwering Mitdirektor des Germanistischen Seminars. 1923/24 war Schwering Rektor der Universität Münster. 1929 wurde Schwering emeritiert.
Seit dem 5. Juni 1908 war er ordentliches Mitglied der Historischen Kommission für Westfalen. 1928 war er Gründungsmitglied und bis 1938 Vorsitzender der „Annette-von-Droste-Gesellschaft“.

## Schriften (Auswahl)
Bibliographie: Karl Schulte-Kemminghausen (Bearb.): Julius Schwering zum 14. Februar 1933: ein bibliographisches Verzeichnis seiner Schriften. Dortmund 1933 (Mitteilungen der Stadt- und Landesbibliothek Dortmund; 11,2).
- Franz Grillparzers hellenische Trauerspiele, auf ihre litterarischen Quellen und Vorbilder geprüft (Münster, Phil. Diss. 1891).
- Lieder und Bilder. Schöningh, Paderborn 1887.
- Zur Geschichte des niederländischen und spanischen Dramas in Deutschland: Neue Forschungen. Coppenrath, Münster 1895.
- Friedrich Wilhelm Weber: sein Leben und seine Werke; unter Benutzung seines handschriftlichen Nachlasses. Schöningh, Paderborn 1900.
- Litterarische Beziehungen zwischen Spanien und Deutschland: eine Streitschrift gegen Arturo Farinelli, Professor an der Universität Innsbruck. (= Kritische Studien. 1). Schöningh, Münster 1902.
- Hrsg.: Ferdinand Freiligrath: Werke. 6 Bände. Bong, Berlin [1909].
- Hrsg.: Annette von Droste-Hülshoff: Sämtliche Werke. 6 Bände. Bong, Berlin [1912].
- Die literarische Fremdherrschaft in Deutschland. (= Kriegsvorträge der Universität Münster. 5). Borgmeyer, Münster 1914.
- Literarische Streifzüge und Lebensbilder. (= Universitas-Archiv. 15). Helios-Verlag, Münster 1930.
- Friedrich Wilhelm Weber: der Arzt und Dichter ; unter Benutzung seines handschriftlichen Nachlasses dargestellt. (= Arbeiten zur Kenntnis der Geschichte der Medizin im Rheinland und in Westfalen. 10). G. Fischer, Jena 1932.

## Einzelnachweis
1. ↑  Kartellverband katholischer deutscher Studentenvereine: Jahrbuch des Kartellverbandes der katholischen Studentenvereine Deutschlands (K.V.) 1925, Berlin 1925, S. 124.

| Personendaten    | Personendaten           |
| ---------------- | ----------------------- |
| NAME             | Schwering, Julius       |
| ALTERNATIVNAMEN  | Schwering, Franz Julius |
| KURZBESCHREIBUNG | deutscher Germanist     |
| GEBURTSDATUM     | 14. Februar 1863        |
| GEBURTSORT       | Ibbenbüren              |
| STERBEDATUM      | 16. August 1941         |
| STERBEORT        | Lüdinghausen            |